# Tallklotspindel
Tallklotspindel (Theridion pinastri) är en spindelart som beskrevs av Ludwig Carl Christian Koch 1872. Tallklotspindel ingår i släktet Theridion och familjen klotspindlar. Arten är reproducerande i Sverige. Inga underarter finns listade i Catalogue of Life.